# Rallus antarcticus
Il rallo australe (Rallus antarcticus King, 1828) è un uccello della famiglia dei Rallidi originario delle regioni meridionali del Sudamerica.

## Descrizione
Il rallo australe ha taglia piccola (20 cm) ed ha livrea caratteristica con dorso bruno o color camoscio con fasce nere e ventre grigio chiaro tranne che sui lati del petto dove il colore è bruno, il sottocoda e la parte vicina dell'addome sono a strie nere e bianche. Occhi e becco sono rossi, le zampe rosa-rosse.

## Distribuzione e habitat
Creduta estinta nel 1959 questa specie è stata riscoperta nel 1998 dopo di che è stata accertata la sua presenza in sette stazioni site nella Provincia di Chubut (Argentina) e nella Provincia di Magallanes (Cile), situate al di fuori del suo areale storico. Gli spostamenti e le migrazioni di questa specie sono ancora incompletamente noti.

## Biologia
Popola le steppe della Patagonia, concentrandosi nelle aree umide e palustri con densi popolamenti di Schoenoplectus californicus, di Myriophyllum e di altre piante erbacee. Si ritiene che almeno le popolazioni più meridionali effettuino spostamenti migratori verso il nord.

## Conservazione
Si calcola che esistano 3.500/15.000 esemplari della specie. La minaccia più grave per la specie è la messa a coltura intensiva dei terreni nelle valli fluviali in cui vive. Anche l'estrazione di acqua dalle falde acquifere e il pascolo da parte dei bovino sono cause di minaccia.